# Седьмой этаж
«Седьмой этаж» — кинофильм.

## Сюжет
«Похоронив мужа, молодая женщина Кейт унаследовала часть компании и огромную пустую квартиру.
Совладелица компании Вивьен устроила для Кейт серьёзное испытание на работе, а поселившийся по соседству
японец-компьютерщик Мицуру обеспечил Кейт 'весёлую' жизнь дома…» — Брук Шилдс, героиня когда-то столь
популярной «Голубой лагуны», повзрослела и перешла в другой жанр. Здесь злодей (её бывший друг, предавший её)
и злодейка хотят лишить её доли в компании и готовы ради этого пойти на всё. Защитить Брук может только её
возлюбленный, японец по национальности и большой специалист по компьютерам, Масайо Като. Пареньком он оказался
очень находчивым и за дело взялся рьяно — в детстве у него была душевная травма, заставляющая его убивать.